# أحمد فنكاتي
أحمد فنكاتي أو أحمد بنكاتي (قبل 1242 - 10 أبريل 1282) كان مسلمًا فارسيًا من سلالة القراخطائية (سلالة لياو الغربية) الذي شغل منصب المستشار ووزير المالية لسلالة يوان في عهد قوبلاي. اشتهر بصفته رئيس وزراء تحت قيادة قوبلاي، ويُنسب إليه الفضل في تأسيس النظام المالي لسلالة يوان بنجاح.

## الحياة والمهنة
جاء أحمد فنكاتي من فنكات (أو بنكات [الإنجليزية])، وهي بلدة تقع على نهر سير داريا العلوي في آسيا الوسطى، تحت حكم القره خيتاي حتى غزاها إمبراطورية المغول.
حصل أحمد على وظيفة في عهد قوبلاي من خلال الإمبراطورة جموي خاتون، التي كانت تعرفه قبل زواجها. كان مرتبطًا ببلاطها في الأصل، لكنه كان بالفعل في منصب مالي رفيع في عام 1264.
بفضل ثقة تشابي [الإنجليزية] خاتون، زوجة قوبلاي المفضلة، عُهد إلى أحمد بإدارة مالية الدولة في عام 1262. وقد نجح في إدارة الشؤون المالية لشمال الصين وجلب عائدات ضريبية ضخمة لحكومة قوبلاي الجديدة. في عام 1270، تولى السلطة الكاملة للقسم المالي الجديد المعروف باسم إدارة شؤون الدولة [الإنجليزية] (شانغشو شنغ)، والتي كانت تتمتع بوضع متساو مع القسم الإداري المعروف باسم الأمانة المركزية [الإنجليزية] (زونغشو شنغ). بعد غزو أسرة سونغ في عام 1276، دخل في الشؤون المالية في جنوب الصين [الإنجليزية]. وأعد احتكارًا للدولة للملح، الذي أصبح يشكل جزءًا كبيرًا من دخل الدولة. خلال فترة حكمه التي استمرت عشرين عامًا، نجح في إنشاء فصيل قوي من عشيرته والمسلمين من آسيا الوسطى.
لقد اكتسب نظام أحمد الضريبي سمعة سيئة لدى الصينيين لأنه كان يتم تنفيذه بلا رحمة وكان مختلفًا بشكل كبير عن الأنظمة الصينية التقليدية. كان أحمد مشهورًا بجشعه.  لقد استغل منصبه لجمع الثروات لنفسه. 
سجل ماركو بولو اسمه باسم " بايلو [الإنجليزية] أكمات (أشماك)". ويذكر أن أحمد كان له 25 ابنًا وجمع ثروة كبيرة.
في عام 1271، دُمجَت إدارة شؤون الدولة في الأمانة المركزية. أثناء توليه الشؤون المالية، بدأ يتدخل في إدارة الدولة. وقد أدى ذلك إلى تصاعد التوتر مع الفصيل المنافس الذي ضم ولي العهد تَشن جين [الإنجليزية]، ورئيس الأمانة المركزية أنتونج [الإنجليزية]، وغيرهما من الأرستقراطيين المغول، والبيروقراطيين الصينيين. أدى موت راعيته السياسية شابي خاتون في عام 1281 إلى جعل الوضع حرجًا؛ حيث اغتُيل أحمد على يد وانغ تشو وغاو هيشانغ (كاو هو تشانغ ) في العام التالي وسقط فصيله من السلطة.
على الرغم من إعدام قتلة أحمد، إلا أن قوبلاي خان بعد أن سمع كل الشكاوى من فساد أحمد المزعوم من أعدائه، أمر بأخذ جثة أحمد من قبره وتدنيسها عن طريق أكلها بواسطة الكلاب، ثم استخدام عجلات العربات لتحطيم العظام إلى قطع.
وأمر قوبلاي أيضًا بقتل كل أبناء أحمد وملاحقة جميع أقاربه.

## التأثير
يُصوَّر أحمد عادةً على أنه بيروقراطي شرير في السجلات الصينية التقليدية: ويتم التأكيد على فساده واستبداده؛ ربما أيضًا لأصوله ودينه المُختلف، وأيضًا للمزاعم التي أخبر بها المسؤولون الحاسدون الإمبراطور. في المقابل، فإن جامع التواريخ يقيم بشكل إيجابي مساعداته لإدارة قوبلاي. وتميل الدراسات المغولية الحديثة أيضًا إلى الإشارة بشكل إيجابي إلى دوره في إنشاء النظام المالي الفريد للسلالة.

## في الثقافة الشعبية
صوّر ليونارد نيموي أحمد فنكاتي في المسلسل القصير ماركو بولو [الإنجليزية] على قناة راي خلال الثمانينيات، وقام ماهيش جادو [الإنجليزية] بدور الخصم الرئيس في الموسم الثاني من مسلسل ماركو بولو على نتفليكس. وله دور مؤثر، وقد ورد ذكره في جامع التواريخ.

## قراءة إضافية
- Rossabi، Morris (1988). Khubilai Khan : His Life and Times. Berkeley: University of California Press. ص. 179–184, 190–195, 205, 212. ISBN:0-520-05913-1.